# Aikido Kobayashi
Aikido Kobayashi (Kobayashi Ryu Aikido, Kokusai Aikidō Kenshūkai Kobayashi Hirokazu Ha, 国際合気道研修会小林裕和派) – jeden ze stylów (szkół) japońskiej sztuki walki aikido. Propagowana przez mistrza Hirokazu Kobayashiego, bezpośredniego ucznia Morihei Ueshiby. Jego nauczanie w Europie bardzo się rozwinęło, a w Polsce propagowali je dwaj jego bezpośredni uczniowie – Andre Cognard i Giampietro Savegnago (1953-2013). Pierwszym uczniem mistrza Savegnago był Jacek Wysocki, natomiast pierwszym uczniem mistrza Cognarda był Robert Gembal.
W Polsce ten styl reprezentują szkoły: Jacka Wysockiego shihana, Roberta Gembala shihana – Aikido Foundation, Patrica Matoiana shihana – Polska Akademia Aikido – który jest shihanem z Francji, sprawującym nadzór nad grupą polską. Aikido Foundation, Polska Akademia Aikido są organizacjami należącymi do Kokusai Aikido Kenshukai Kobayashi Hirokazu Ryu Ha – międzynarodowej organizacji, na której czele stoi Cognard hanshi, natomiast Polska Unia Aikido to organizacja którą prowadzi Jacek Wysocki – uczeń Giampietro Savegnago oraz Polskie Centrum Sztuk Walki zrzeszające: Pomorskie Centrum Sztuk Walki, Białostockie Stowarzyszenie Aikido Kobayashi, Polski Klub Aikido Taiso oraz Warszawskiego Centrum Aikido, którego dyrektorem technicznym jest Shihan Etienne Leman 7dan. W 2022r. w Szczecinie Arkadiusz Jadczak Shihan (6 dan), Andrzej Matusiak Shihan (6dan) i Kamil Starski Shihan-Dai (5 dan) zakładają Stowarzyszenie Unia Aikido Kobayashi, którego jednym z celów jest propagowanie aikido w stylu Hirokazu Kobayashi w przekazie Giampietro Savegnago.